# Orhan I.

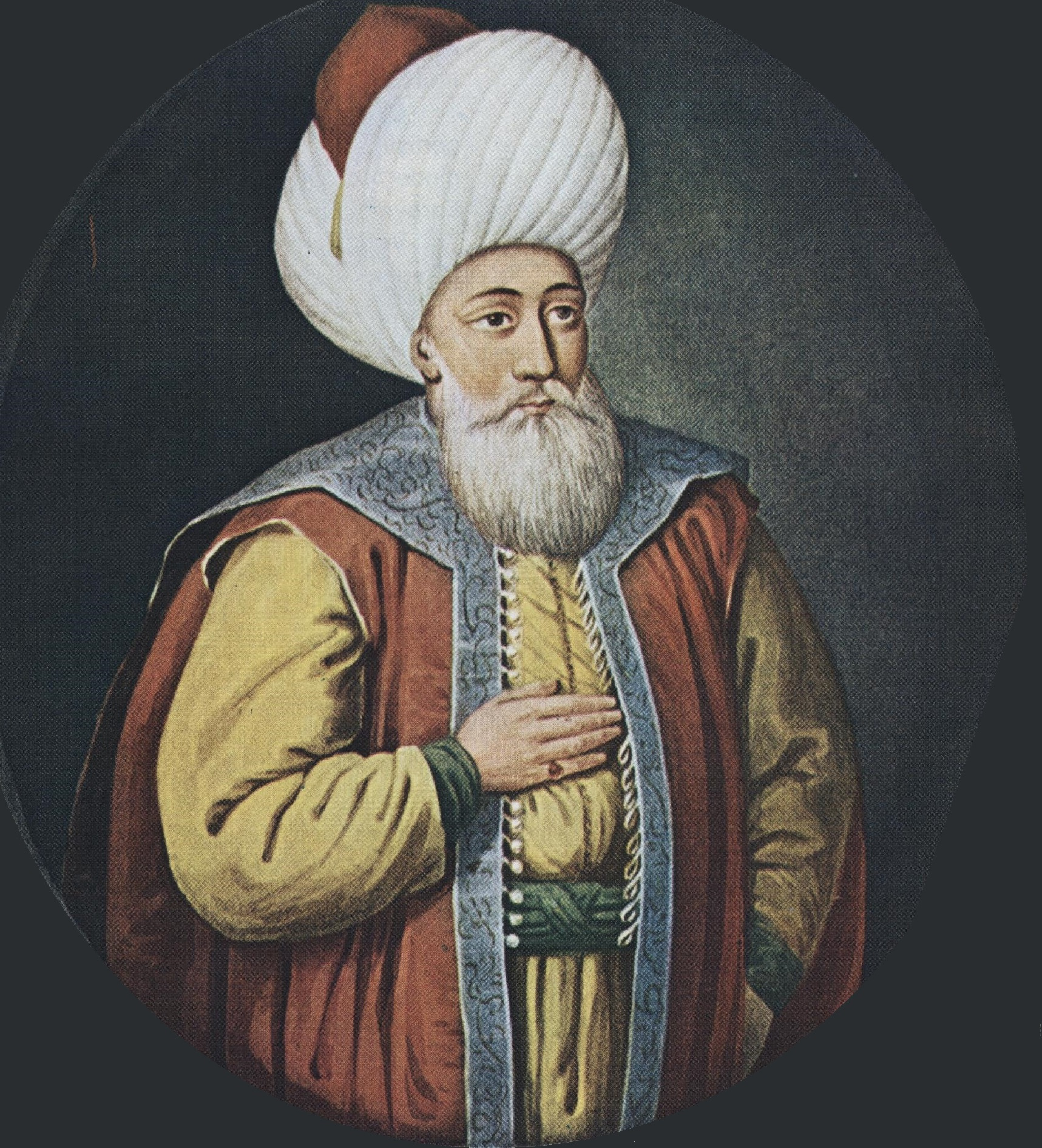
Orhan I.

Tughra von Orhan

Orhan I. (osmanisch اورخان غازی İA Orḫan Ġāzī, türkisch Orhan Gazi; geboren 1281 in Reyhanlı/Bilecik; gestorben vermutlich 1359 in Bursa, nach anderen Quellen 1362) war ein osmanischer Herrscher. Er war Sohn von Osman I. und dessen Frau Mal Hatun und Sultan (Bey) des Osmanischen Reiches von 1326 bis zu seinem Tod.

## Leben
Er war der erste osmanische Herrscher, der sich den Titel Sultan gab. Seine Ehefrauen waren Nilüfer Hatun, Tochter des Yarhisar-Burgherren, Teodora Hatun, Tochter von Kantakuzenos und Asporça Hatun, Tochter von Andronikos III.
Unter Orhan eroberten die Osmanen weite Teile des nordwestlichen Kleinasiens: 1326 nach jahrelanger, noch unter Osman begonnener Belagerung, Bursa, 1331 Nikaia (heute İznik), 1337 Nikomedeia, das heutige İzmit. Weiter im Osten eroberte er 1354 das damals allerdings noch eher unbedeutende Angora, heute Ankara. Orhan machte Bursa vorübergehend (1326 bis 1365/1366) zur Hauptstadt der Osmanen. Er selbst, sein Vater Osman I. und Sultan Mehmed I. liegen in Bursa begraben. Als Orhan Sultan geworden war, war das Osmanische Reich 16.000 km² groß. Dreiunddreißig Jahre später hatte das Osmanische Reich mit 95.000 km² die sechsfache Fläche.
Seit der Einnahme von Gallipoli von den Byzantinern im Jahr 1354 umfasste das Osmanische Reich dabei auch Gebiete auf dem europäischen Kontinent und kontrollierte die Dardanellen. Hacıkemaleddinoğlu Alaeddin Pascha war unter ihm von 1320 bis 1331 der erste Großwesir des Osmanischen Reiches. Sein Nachfolger war Suleiman Pascha, der älteste Sohn Orhans, der 1357 starb und somit nicht Orhans Nachfolger als Sultan wurde.
Orhan wurde in der osmanischen Geschichtsschreibung als Gründer des Janitscharenkorps bezeichnet. Moderne Historiker gehen aber davon aus, dass erst sein Nachfolger Murad I. dafür verantwortlich war.

## Verfilmungen
- Kuruluş / Osmancık (Die Gründung / Osmancık), Spielfilm, Türkei 1987, eine TRT-Produktion, Drehbuch: Tarık Buğra, mit Yaşar Alptekin als Orhan Gazi[3]